# Saint-Antoine-du-Rocher
Pour les articles homonymes, voir Saint-Antoine.
Saint-Antoine-du-Rocher est une commune française située dans le département d'Indre-et-Loire, en région Centre-Val de Loire.
Ses habitants sont appelés les Rocantoniens et Rocantoniennes.

## Géographie
|             | Rouziers-de-Touraine    |                         |
| Semblançay  | Saint-Antoine-du-Rocher | Cerelles                |
| Charentilly | Mettray                 | Chanceaux-sur-Choisille |

### Hydrographie

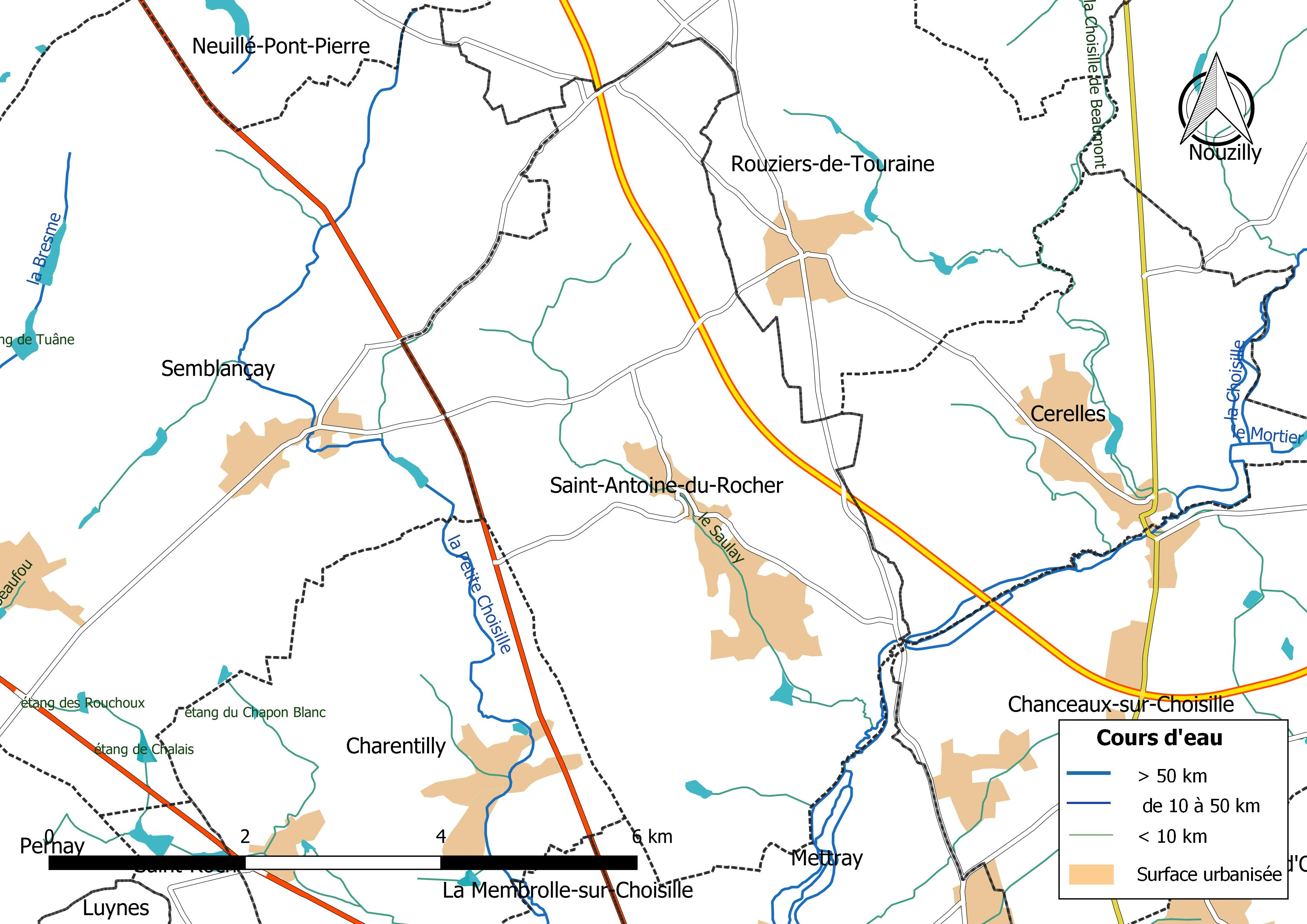
Réseau hydrographique de Saint-Antoine-du-Rocher.

Le réseau hydrographique communal, d'une longueur totale de 11,41 km, comprend un cours d'eau notable, la Choisille (0,412 km), et sept petits cours d'eau dont le Saulay (7,921 km),.
La Choisille, d'une longueur totale de 26,1 km, prend sa source à 149 mètres d'altitude sur le territoire de la commune de Nouzilly et se jette dans la Loire à Saint-Cyr-sur-Loire, à 42 m d'altitude, après avoir traversé 8 communes. 
Ce cours d'eau est classé dans les listes 1 et 2 au titre de l'article L. 214-17 du code de l'environnement sur le Bassin Loire-Bretagne. Au titre de la liste 1, aucune autorisation ou concession ne peut être accordée pour la construction de nouveaux ouvrages s'ils constituent un obstacle à la continuité écologique et le renouvellement de la concession ou de l'autorisation des ouvrages existants est subordonné à des prescriptions permettant de maintenir le très bon état écologique des eaux. Au titre de la liste 2, tout ouvrage doit être géré, entretenu et équipé selon des règles définies par l'autorité administrative, en concertation avec le propriétaire ou, à défaut, l'exploitant,. 
Sur le plan piscicole, la Choisille est classée en deuxième catégorie piscicole. Le groupe biologique dominant est constitué essentiellement de poissons blancs (cyprinidés) et de carnassiers (brochet, sandre et perche).
Deux zones humides ont été répertoriées sur la commune par la direction départementale des territoires (DDT) et le conseil départemental d'Indre-et-Loire : « la vallée de la Choisille du Moulin d'Abas au Moulin Gruet » et « l'étang du Pin »,.

### Climat
Pour des articles plus généraux, voir Climat du Centre-Val de Loire et Climat d'Indre-et-Loire.
En 2010, le climat de la commune est de type climat océanique dégradé des plaines du Centre et du Nord, selon une étude du CNRS s'appuyant sur une série de données couvrant la période 1971-2000. En 2020, Météo-France publie une typologie des climats de la France métropolitaine dans laquelle la commune est exposée à un climat océanique altéré et est dans la région climatique  Moyenne vallée de la Loire, caractérisée par une bonne insolation (1 850 h/an) et un été peu pluvieux. 
Pour la période 1971-2000, la température annuelle moyenne est de 11,1 °C, avec une amplitude thermique annuelle de 14,8 °C. Le cumul annuel moyen de précipitations est de 692 mm, avec 10,7 jours de précipitations en janvier et 6,9 jours en juillet. Pour la période 1991-2020, la température moyenne annuelle observée sur la station météorologique de Météo-France la plus proche, sur la commune de Fondettes à 10 km à vol d'oiseau, est de 11,9 °C et le cumul annuel moyen de précipitations est de 725,7 mm,. Pour l'avenir, les paramètres climatiques de la commune estimés pour 2050 selon différents scénarios d'émission de gaz à effet de serre sont consultables sur un site dédié publié par Météo-France en novembre 2022.

## Urbanisme

### Typologie
Au 1er janvier 2024, Saint-Antoine-du-Rocher est catégorisée bourg rural, selon la nouvelle grille communale de densité à sept niveaux définie par l'Insee en 2022.
Elle est située hors unité urbaine. Par ailleurs la commune fait partie de l'aire d'attraction de Tours, dont elle est une commune de la couronne,. Cette aire, qui regroupe 162 communes, est catégorisée dans les aires de 200 000 à moins de 700 000 habitants,.

### Occupation des sols
L'occupation des sols de la commune, telle qu'elle ressort de la base de données européenne d’occupation biophysique des sols Corine Land Cover (CLC), est marquée par l'importance des territoires agricoles (64,3 % en 2018), en diminution par rapport à 1990 (65,7 %). La répartition détaillée en 2018 est la suivante : 
terres arables (52,9 %), forêts (23,5 %), zones agricoles hétérogènes (6,1 %), milieux à végétation arbustive et/ou herbacée (5,7 %), prairies (4,2 %), espaces verts artificialisés, non agricoles (3,7 %), zones urbanisées (2,8 %), cultures permanentes (1 %). L'évolution de l’occupation des sols de la commune et de ses infrastructures peut être observée sur les différentes représentations cartographiques du territoire : la carte de Cassini (XVIIIe siècle), la carte d'état-major (1820-1866) et les cartes ou photos aériennes de l'IGN pour la période actuelle (1950 à aujourd'hui).

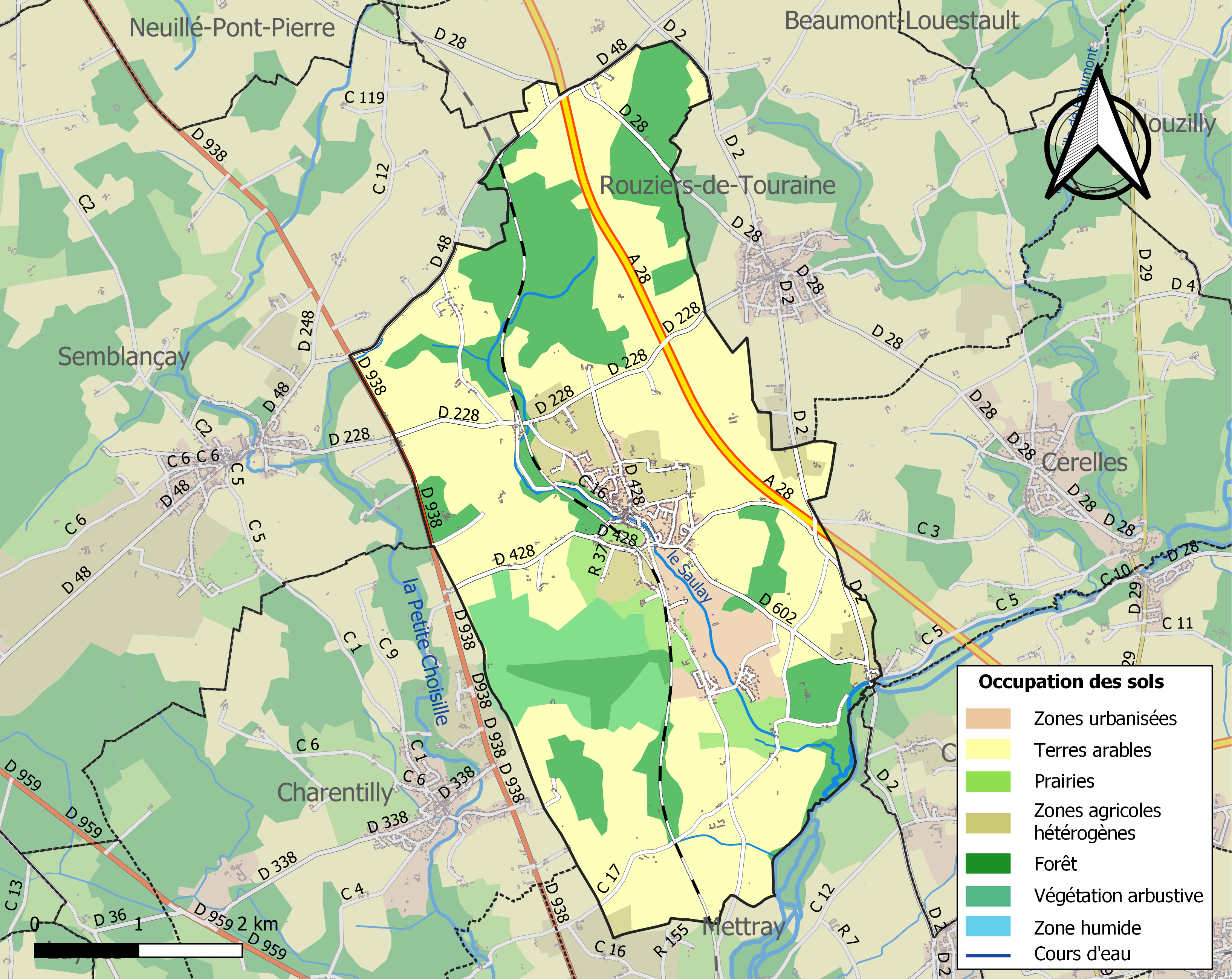
Carte des infrastructures et de l'occupation des sols de la commune en 2018 (CLC).

### Risques majeurs
Le territoire de la commune de Saint-Antoine-du-Rocher est vulnérable à différents aléas naturels : météorologiques (tempête, orage, neige, grand froid, canicule ou sécheresse) et séisme (sismicité très faible). Il est également exposé à un risque technologique,  et  le risque industriel. Un site publié par le BRGM permet d'évaluer simplement et rapidement les risques d'un bien localisé soit par son adresse soit par le numéro de sa parcelle.

#### Risques naturels

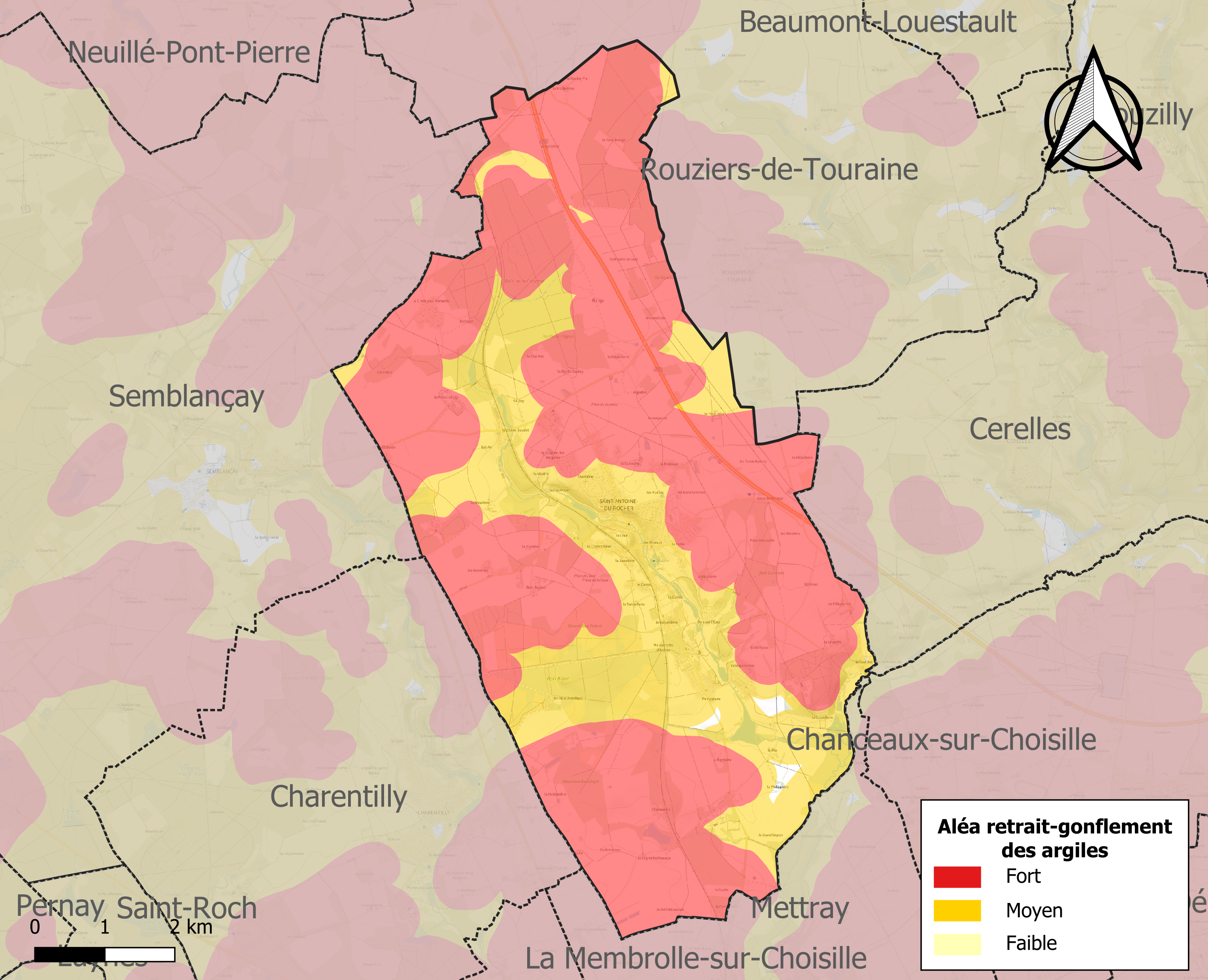
Carte des zones d'aléa retrait-gonflement des sols argileux de Saint-Antoine-du-Rocher.

Le retrait-gonflement des sols argileux est susceptible d'engendrer des dommages importants aux bâtiments en cas d’alternance de périodes de sécheresse et de pluie. 99,5 % de la superficie communale est en aléa moyen ou fort (90,2 % au niveau départemental et 48,5 % au niveau national). Sur les 682 bâtiments dénombrés sur la commune en 2019, 680 sont en aléa moyen ou fort, soit 100 %, à comparer aux 91 % au niveau départemental et 54 % au niveau national. Une cartographie de l'exposition du territoire national au retrait gonflement des sols argileux est disponible sur le site du BRGM,.
Concernant les mouvements de terrains, la commune a été reconnue en état de catastrophe naturelle au titre des dommages causés par la sécheresse en 1996, 2011 et 2018 et par des mouvements de terrain en 1999.

#### Risques technologiques
La commune est exposée au risque industriel du fait de la présence sur son territoire d'une entreprise soumise à la directive européenne SEVESO.

## Histoire
Les seigneurs de Saint-Antoine-du-Rocher :
Pierre des Croix, mort après 1535  marié avec N... N...
Leur fils : Jean des Croix, marié avec Anne de La Trémoïlle
Leur fille : Bénigne des Croix, mariée avec René de Coutances, mort en 1602 seigneur de Baillou.
Une autre branche non rattachée à la première.  
Nicolas des Croix, fils d'Antoine des Croix et de N... N... marié avec Antoinette Bouju, fille d'Antoine Bouju, seigneur des Pastis et Guyonne Goyet, dame de La Brèche.
La paroisse très tôt attestée, se nommait Saint Pierre de Belle-Vallée. C'est la présence d'un ermite, Antoine, retiré dans une grotte située au milieu des bois, qui a fait préférer le nom du saint. Selon la légende, le saint Antoine de Touraine serait venu en Gaule vers 543.
Une source, se trouve à proximité de la grotte dédiée à saint Antoine de Touraine ; elle a la réputation de guérir les problèmes de peau. Selon la légende, cette fontaine serait interdite aux femmes car saint Antoine de Touraine n'ayant jamais connu les désirs de la chair, avait interdit l'accès de la fontaine aux femmes sous prétexte d'en troubler la pureté.
Les mégalithes de l'extrême sud de la commune, représentent les vestiges les plus anciens de Saint-Antoine. Le plus important, dit "la grotte aux Fées", est composé de trois tables d'environ 6 m sur 5 m. Le nom de ce dolmen indique qu'une légende s'attache à son origine. Trois créatures féminines auraient bâti l'édifice en une nuit ; si l'on s'avisait de déplacer les pierres, celles-ci reprendraient leur place en une nuit. Une autre tradition veut que les fées aient élu domicile à l'intérieur du dolmen.
Au chevet de l'église paroissiale est une grande verrière (= vitrail) du XVIe siècle représentant la fontaine de vie. La croix est dressée au milieu d'un pressoir où tombe en jets le sang du Christ. Ce sang vermeil s'échappe de la cuve par quatre mascarons qui figurent les attributs des quatre évangélistes. Les apôtres, la Vierge et sainte Madeleine contemplent une scène qui trouve toute sa résonance dans un pays de vignoble.
Au cours de la Révolution française, la commune porta provisoirement le nom de Le Rocher.

### Liste des maires successifs

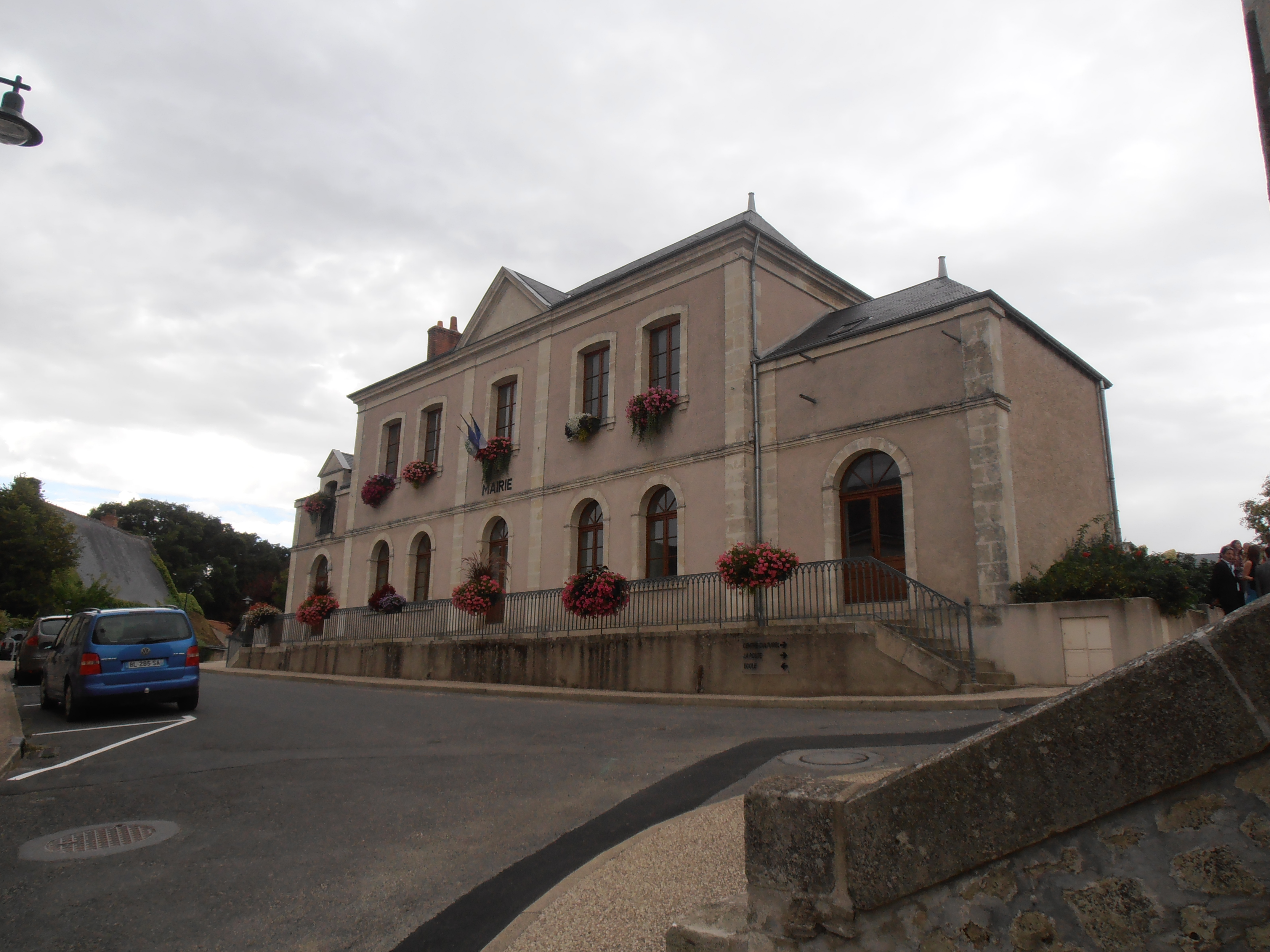
La mairie de Saint-Antoine-du-Rocher.

## Politique et administration

### Politique environnementale
Dans son palmarès 2016, le Conseil National des Villes et Villages Fleuris de France a attribué deux fleurs à la commune au Concours des villes et villages fleuris.

## Population et société

### Démographie
L'évolution du nombre d'habitants est connue à travers les recensements de la population effectués dans la commune depuis 1793. Pour les communes de moins de 10 000 habitants, une enquête de recensement portant sur toute la population est réalisée tous les cinq ans, les populations de référence des années intermédiaires étant quant à elles estimées par interpolation ou extrapolation. Pour la commune, le premier recensement exhaustif entrant dans le cadre du nouveau dispositif a été réalisé en 2004.

En 2022, la commune comptait 1 786 habitants, en évolution de +4,2 % par rapport à 2016 (Indre-et-Loire : +1,67 %, France hors Mayotte : +2,11 %).
| 1793 | 1800 | 1806 | 1821 | 1831 | 1836 | 1841 | 1846 | 1851 |
| ---- | ---- | ---- | ---- | ---- | ---- | ---- | ---- | ---- |
| 630  | 610  | 598  | 539  | 676  | 670  | 671  | 691  | 770  |

| 1856 | 1861 | 1866 | 1872 | 1876 | 1881 | 1886 | 1891 | 1896 |
| ---- | ---- | ---- | ---- | ---- | ---- | ---- | ---- | ---- |
| 719  | 715  | 666  | 693  | 691  | 728  | 778  | 794  | 762  |

| 1901 | 1906 | 1911 | 1921 | 1926 | 1931 | 1936 | 1946 | 1954 |
| ---- | ---- | ---- | ---- | ---- | ---- | ---- | ---- | ---- |
| 751  | 720  | 651  | 669  | 671  | 631  | 609  | 620  | 671  |

| 1962 | 1968 | 1975 | 1982 | 1990 | 1999  | 2004  | 2006  | 2009  |
| ---- | ---- | ---- | ---- | ---- | ----- | ----- | ----- | ----- |
| 719  | 660  | 679  | 818  | 924  | 1 096 | 1 246 | 1 252 | 1 485 |

| 2014  | 2019  | 2022  | - | - | - | - | - | - |
| ----- | ----- | ----- | - | - | - | - | - | - |
| 1 670 | 1 715 | 1 786 | - | - | - | - | - | - |

### Enseignement
Saint-Antoine-du-Rocher se situe dans l'Académie d'Orléans-Tours (Zone B) et dans la circonscription de Saint-Cyr-sur-Loire.
L'école primaire accueille les élèves de la commune.

## Lieux et monuments
- Dolmen de la Grotte aux Fées
- Source de Saint-Antoine
- Église Saint-Antoine
- Château du Plessis
- Château d'Ardrée
- Golf Blue Green de Tours-Ardrée
- Chapelle Saint-Antoine
- Plan d'eau de la Grenouillère
- Chemins de randonnée balisés
- Parc public Barillet-Deschamps

## Éducation
Saint Antoine du Rocher dispose d'une école maternelle et élémentaire. Le collège de rattachement est celui de Neuillé-Pont-Pierre.

## Personnalités liées à la commune
- Eugene O'Neill
En 1929, O'Neill déménage en vallée de la Loire, où il vit dans le château du Plessis. Il a été prix Nobel de Littérature en 1936.
- Jean-Pierre Barillet-Deschamps, né en 1824 à Saint-Antoine-du-Rocher, a fait en partie les plans du jardin du Luxembourg.
- Joseph-Robert Aubry-Patas (1751-1832), propriétaire de la terre du Plessis, vice-président de la Société d'agriculture, conseiller de préfecture, maire de Tours.